# 達巴文
達巴文是一種可能存在的文字：有人認爲達巴文是摩梭人用來撰寫摩梭語（或納西語摩梭方言）的文字，也有人認爲達巴文只是摩梭達巴教所用的32個符號。一旦達巴文的身份得到確認，達巴文將成爲第三种仍在使用中的象形文字（前兩种是納西族的東巴文和水族的水書）。

## 支持
“存在達巴文，且達巴文是一種書寫系統”的觀點認爲，達巴敎存在32個不做語言用途的符號，並不意味著除此之外不存在達巴文，也不意味著這32個符號不用于書寫一種語言（單獨使用或與其他一些符號共同使用）。
例如，在木里藏族自治縣屋腳鄉利加咀村何多吉達巴家有一份達巴文曆書，360天，每天以一個象形文字書寫。
另有説法達巴文是一種卽將滅絕的文字。

## 反对
“不存在達巴文，或達巴文只是達巴教所用的32個符號”的觀點認爲，据瀘沽湖摩梭文化發展学会，摩梭人並沒有自己的文字，所謂的達巴文是人們看到達巴教所用的32個符號后，誤把它們當成一種文字而創造的名詞。他們稱正根據摩梭達巴教所用的這32個符號創建供摩梭語使用的達巴文字。

## 關聯條目
- 東巴文
- 哥巴文